# 上杉藤王丸
上杉 藤王丸（うえすぎ ふじおうまる、永正15年4月21日（1518年5月30日） - 天文元年12月3日（1532年12月29日））は、戦国時代の人物。扇谷上杉家の当主・上杉朝良の嫡男。母は長尾顕忠の娘。
父である朝良が亡くなった日に誕生したと言われており、以前より名目上の家督継承者であった甥の上杉朝興（藤王丸のいとこ）が名代の名目でそのまま家督の座を継いだ。
その事績については不明であるが、『快元僧都記』によれば、15歳になった天文元年12月に上杉朝興によって武蔵国江戸で殺害されたと記されている。これは朝興が扇谷上杉氏の家督を保持するために正当な後継者である藤王丸を殺害したとされているが、天文元年当時の江戸は扇谷上杉家と対立する後北条氏の支配下にあること、『快元僧都記』の記述も本文ではなく、後に記された追記部分に書かれていることから、快元自身の記述かという問題がある。
この問題についてはいくつか説がある。佐脇栄智はこの記述自体が後世の加筆で実際にあった事件であったかを疑問視する。黒田基樹は何らかの事情で敵地である後北条方にいたものとし、殺害をしたのも朝興ではなく後北条氏であったと推定している。